# Den danska konstnärinnan Bertha Wegmann målande ett porträtt
Den danska konstnärinnan Bertha Wegmann målande ett porträtt är ett konstverk målat i olja på duk, av den svenska konstnären Jeanna Bauck (1840-1926) och mäter omkring 100 x 110 centimeter. Den tillhör Nationalmuseum som fick den i gåva 1930. Det är en epokgörande bild, från slutet av 1870-talet, då de yrkesverksamma kvinnorna tog och fick mycket utrymme i det offentliga konstlivet. De lyckades förändra tidens syn på både konstnärsrollen och det borgerliga familjelivet. 
Jeanna Bauck, som var verksam som porträtt- och landskapsmålare, har här valt att gestalta den kvinnliga konstnären mitt i den skapande processen. Hon skildrar den danska konstnären Bertha Wegmann (1847-1926)  som helt absorberad av sitt arbete vid staffliet, i deras gemensamma ateljé och hem i München. 

## Motivet
1880 reste Jeanna Bauck till Paris, tillsammans med Bertha Wegmann, som hon även där delade ateljé med. Bauck lyckades komma in på Parissalongen samma år. I en rad banbrytande porträtt av varandra lyckades Bauck och Wegmann bidra till att förändra synen på den kvinnliga konstnären och bröt därmed med den traditionella manliga konstnärsnormen.
På 1800-talet upprättades en gräns mellan det privata och det offentliga livet, mellan manligt/kvinnligt, produktion/konsumtion och heroism/hushållsarbete. Det privata rummet – hemmet - framställs som något tidlöst, kvinnosfären blir en till synes statisk scen i förhållande till berättelsen om det moderna livet som försiggår i det offentliga rummet. Man låste bilden av kvinnan som oföränderlig – som natur. Hon har sedan dess inte haft någon given plats i historieskrivningen utan har ansetts stå utanför tidens förändringar.
Vid den här tiden kunde borgerliga kvinnor inte röra sig fritt på gatorna i städerna. I de nordiska kvinnliga konstnärernas målningar kan man därför se att de bokstavligen inte tog sig ut ur ateljén: den var både deras hem och arbetsplats. I deras porträtt är ateljén samtidigt de oändliga möjligheternas rum, men också dess absoluta gräns. Den värld som fanns utanför, den moderna staden, valde de att inte måla till skillnad från avantgardets kvinnliga konstnärer som tvingades gestalta moderniteten från husbalkonger och teaterloger.
Efter några år i Paris återvände Jeanna Bauck till München där hon grundade en målarskola för kvinnliga konstnärer.